# Passer eminibey
El gorrión castaño (Passer eminibey) es una especie de ave paseriforme de la familia Passeridae. Con unos 11 cm de largo, es el miembro más pequeño de la familia de los gorriones. Los machos reproductores tienen el plumaje castaño oscuro y las hembras y las aves juveniles son más apagadas en apariencia. Al igual que sus parientes más cercanos en el género Passer, el gorrión árabe (Passer euchlorus) y el gorrión dorado de Sudán (Passer luteus) es gregario, y se encuentra en zonas áridas. Se extiende a través del este de África, desde Darfur a Tanzania; se encuentra en sabanas secas, pantanos de papiros y cerca de asentamientos humanos. Se alimenta principalmente de semillas, y vuela en bandadas, a menudo con otras especies de aves, para encontrar comida. Anida en los árboles, construye su propio nido en forma de cúpula, y también usurpa los nidos más elaborados de los tejedores.